# West Melton (Nouvelle-Zélande)
West Melton est une localité de la région de Canterbury dans l’île du Sud de la Nouvelle-Zélande

## Situation
C’est la ville qui a la plus importante population du district de Selwyn  dans la région de Canterbury, du fait de la haute densité de fermes et de maisons de campagnes.

## Activité économique
Elle a longtemps été associée avec les courses de chevaux  et en particulier le trot , les cultures et l’élevage des moutons.
Récemment, elle a été associée avec la culture de la vigne et l’élevage des cerfs [citation nécessaire].
L’aérodrome de West Melton (en) est localisé dans le secteur.

## Population
La population des résidents habituels a augmenté, passant de 4 133 habitants en 1996 à 5 613 habitants lors du recensement de 2006 en Nouvelle-Zélande et à 7 056 habitants en 2013  lors du recensement de 2013 en Nouvelle-Zélande. 
Toutefois, le recensement s’étend de la rivière Waimakariri dans le nord jusqu’à la zone entourant, mais n’incluant pas la ville de Tai Tapu dans le sud, reflétant une population rurale dense. 
La population réelle actuellement de la ville elle-même est beaucoup plus faible .